# Calai
Calai ist eine Kleinstadt (Vila) im Süden Angolas. Sie liegt direkt an der Grenze zu Namibia. Calai ist Sitz eines gleichnamigen Kreises (Município) der Provinz Cubango.

## Bildung
Im Jahr 2013 besuchten 4224 Schüler in insgesamt 56 Schulklassen die zehn Schulen des Kreises, unter denen neun Grundschulen und eine weiterführende Schule sind. Es besteht Lehrermangel, zudem fehlen 87 Klassenräume im Kreis. Mit dem Bau zwei weiterer Grundschulen mit sechs und zwölf Klassenräumen soll der drängendste Bedarf gedeckt werden. Für den entsprechenden Lehrkörper der Schulen im Kreis hält die Kreisverwaltung 440 Planstellen vor, davon 288 Grundschullehrer.

## Wirtschaft
Der Kreis ist stark landwirtschaftlich geprägt. Bisher verkauften die Kleinbauern der Umgebung ihre Produkte in improvisierten und ungeschützten Märkten, oder im benachbarten Rundu in Namibia. Die Kreisverwaltung weihte Anfang 2014 eine erste Markthalle mit 98 Verkaufsplätzen ein, um die verkauften Waren vor Sonne und Straßenstaub zu schützen, insbesondere Fleisch und Gemüse. Zudem soll den Bewohnern so die gefährliche Überfahrt über den Grenzfluss Cubango nach Rundu zukünftig erspart bleiben. Eine weitere Markthalle in der Ortschaft Vanda im Kreis stand im April 2014 ebenfalls vor der Einweihung. Diese Maßnahme soll zudem den lokalen Handel im Kreis stärken.